# Kirysek jednobarwny
Kirysek jednobarwny (Corydoras concolor) – gatunek ryby akwariowej z rodziny kiryskowatych pochodzący z Wenezueli. Osiąga wielkość około 6,5 cm. Jest to ryba towarzyska i żyjąca w stadzie. Preferuje umiarkowaną temperaturę wody od 20 °C do 26 °C. 

## Etymologia
Corydoras; z języka starogreckiego κόρυς (korus) oznacza hełm. Natomiast concolor po łacinie oznacza jednolitego koloru.